# Jean Emanuel Bliesener
Jean Emanuel Bliesener (* 1765 in Preußen; † im Februar 1842 in Berlin) war ein deutscher Violinist und Komponist.

## Familiärer Hintergrund
Bliesener wurde vermutlich um 1765 oder 1771 geboren. Er entstammte einer Familie von Hofmusikern, die das öffentliche Musikleben in Berlin fast ein halbes Jahrhundert hindurch beeinflusst hatte. Zu seinen Verwandten (Brüdern), die zu seinen Lebzeiten aktiv waren, gehörten der Waldhornist und Konzertbläser Ernst Bliesener jun. (um 1770 – 16. Oktober 1842), der als erster Hornist im Orchester des Nationaltheaters und später Kammermusikus in die königlichen Kapelle war. Friedrich August Bliesener (um 1780 – 21. Dezember 1841), war königlicher Kammermusiker und erster Klarinettist der Opernkapelle in Berlin. Er gründete gemeinsam mit seinem Bruder Ernst 1800 ein Musikinstitut, in dem junge Instrumentalisten und Amateurmusiker zu Konzertspielern ausgebildet wurden. Dieses Institut wurde 1835 von seinem Sohn Louis Ernst Bliesener (1809 – 22. August 1880), einem Violinisten, weitergeführt, nach wenigen Jahren jedoch eingestellt.

## Leben
Bliesener wurde von Giovanni Giornovichi (Jarnowick) zu einem guten Violinisten ausgebildet. Im Jahr 1791, oder etwas früher, wurde er in den privaten Musikdienst am Hof der preußischen Königinwitwe Friederike Luise aufgenommen und blieb bis nach der Schlacht von Jena in der Position eines Kammermusikus. Die Hofmusikkapelle der Königin wurde aufgelöst. Er führte einige Kompositionen in ihrem Auftrag aus. Bliesener widmete dem Darmstädter Großherzog  Ludwig I. die Trois Quatuors. Sein Nachfahre Karsten Bliesener ließ die drei Violinquartette neu vertonen.
Bereits im Jahr 1801 hatte er bekanntgegeben, dass er ein „musikalisches Alphabet aus fünf Figuren“ erfunden habe. Dieses könne es jeder in einer halben Stunde spielerisch erlernen und sei so in der Lage in 5 Stunden jedes beliebiges Instrument mechanisch spielen. Er bot in den Anzeigen an, seine Erfindung 5 Personen, gegen die Entrichtung von 5 Talern preiszugeben. Vermutlich ähnelte seine Erfindung jener des Musiklehrers François Sudre. Über seine Fähigkeiten als Komponist urteilte die Allgemeine musikalische Zeitung im August 1801 in der Rezension zu seinem Stück Trois Quatuort concertants pour deux Violons Alto et Violoncelle: „Tändeleyen und dürftige Harmonien. In jedem Betracht sehr mittelmässige Komposition“
Bliesener war unter dem Namen Johann Gustav Mitglied der „Johannisloge zu den drei Seraphim“ der Freimaurer in Deutschland. Vom 23. März 1802 bis 1805 war er Ordenskopist im Großsekretariat der Loge.  Ab 1805 wirkte er als Kassenassistent der Kurmärkischen Kammer. 1802 bis 1807 war er Musikus des Musikalischen Kollegiums und zwischenzeitlich von 1803 bis 1805 dessen Steward.

## Werke (Auswahl)
Die von Bliesener veröffentlichten Kompositionen sind:
- 1789: Trois duos pour denx violons op. 1.
- 1791: Trois quatuors concertans pour deux violons, alto et violoncelle op. 2.
- 1792: Trois idem op. 3 und Trois duos ponr deux violons op. 4.
- 1795: Trois quatuors concertantes pour deux violons, alto et violoncelle op. 5. (Gewidmet dem Grafen  L. G. von Schwerin, archive.org)
- 1797: Trois idem op. 6.
- 1799: Trois duos pour violon et alto op. 7.
- 1800: Concerto pour violon principal, avec accompagnement d’orchestre op. 8.
- 1801: Ce musicien a écrit aussi quelques ouvrages pour la flûte, et trois duos pour deux violons op. 9.
- Friedensfeier in D-Dur, musikalische Vorstellung als Violin-Quartett

Herausgegeben wurden seine Werke in Amsterdam bei Hummel in Berlin und bei Breitkopf und Härtel in Leipzig.